# Bronte (Italië)
Bronte is een gemeente in de Italiaanse provincie Catania. Ze ligt ongeveer 54 km ten noordwesten van de hoofdstad Catania, op de westelijke slopen van de Etna. De stad raakte zwaar beschadigd gedurende de vulkaanuitbarstingen van 1651, 1832 en 1843.
In de middeleeuwen lagen op deze plaats 24 gehuchten die toebehoorden aan de abdij van Maniace. Keizer Karel V liet deze samenvoegen en stichtte op deze wijze de stad Bronte. De belangrijkste bouwwerken van de plaats zijn de kerk Chiesa dell'Annunziata (1523) en het kasteel uit 1174 dat 12 kilometer van het centrum verwijderd is.
De economie van Bronte draait vooral op de textielindustrie en landbouw. De pistachenoten van de plaats genieten een grote bekendheid.